# Association québécoise de vérification environnementale
L’Association québécoise de vérification environnementale (AQVE), fondée en 1993, regroupe les praticiens de la vérification environnementale du Québec (Canada).

## Historique
L'association a été fondée par Jean Godin (vice-président-vérification à la société Tecsult) et Jean Lamothe (vérificateur interne à Hydro-Québec). À l'époque, selon les responsables, la plupart des grandes entreprises avaient déjà des équipes de vérification environnement, mais les PME souffraient d'une lacune sur ce point, d'où l'intérêt selon certains d'avoir des vérificateurs externes et plus neutres.
En janvier 1997, l'AQVE et L'ACVE (Association canadienne de vérification environnementale) signent un mémoire d'entente afin que chaque partie puisse reconnaître les vérificateurs de l'autre.
Elle détient depuis 2006 une accréditation du Conseil canadien des normes (CCN) comme organisme de certification de personnes (OCP) délivrée conformément à la norme internationale ISO 17024,.